# Lourenço José Boaventura de Almada
Lourenço José Boaventura de Almada (14 de junho de 1758 — 11 de maio de 1815), fidalgo do Conselho, (13.º representante do título condado de Avranches), foi o 1.º conde de Almada criado por D. Maria I, por despacho de 29 de Abril de 1793, confirmado por carta de 4 de Maio de 1793, a seu favor e dos seus descendentes.

## Biografia
Fidalgo da Casa Real e grande Proprietário, exerceu os cargos de mestre-sala da Casa Real, de deputado da Junta dos Três Estados e de presidente da Junta da Administração e Arrecadação da Fazenda Real.
Era senhor dos Lagares d'El-Rei, 11.º senhor de Pombalinho e foi, na Ordem de Cristo, alcaide e comendador de Proença-a-Velha, comendador de São Miguel de Acha e de São Vicente de Vimioso.
Ascendeu ao posto de tenente-coronel de cavalaria e, tal como seu pai, preencheu o lugar de capitão-general dos Açores, do qual foi o terceiro (D. Antão havia sido o 1.º capitão-general dessa mesma Capitania Geral dos Açores). Nomeado a 15 de Julho de 1795, mas apenas desembarcou em Angra a 6 de Novembro de 1799 "e nesse mesmo dia houve posse".
Na sua ida para os Açores, foi acompanhado pela esposa, a qual faleceu de parto na noite de 22 para 23 de Novembro de 1801, aquando do nascimento do seu filho primogénito que viria a ser o 2.º conde de Almada. Em Outubro de 1804 ou 1805 com a chegada do seu sucessor partiu para Lisboa, possivelmente no mesmo bergantim ilustrado com seu título nobiliárquico, chamado "Conde de Almada", que anos antes tinha trazido daí a vacina contra o "o contágio das bexigas" que grassava estas ilhas.
Conta Afonso de Ornelas, na sua pesquisa que fez sobre sobre esta família, que: "de volta dos Açores, já no desempenho do cargo de deputado da Junta dos Três Estados, quando da 1.ª invasão francesa, em 1808, com aquele fôlego patriótico de que os Almadas foram autêntico símbolo e que sempre se manifestou quando a independência da Pátria estava em perigo, revoltou-se contra o desejo de muitos que queriam agradecer a Napoleão a forma como tinha recebido uma Deputação portuguesa que o foi cumprimentar a Baiona, como pedir vergonhosamente que enviasse a Portugal um seu Príncipe para Regente".
Foi o primeiro a utilizar aquele que é hoje conhecido por Palácio dos Capitães-Generais, em  Angra do Heroísmo, para seus aposentos e para os serviços que prestava para a referida capitania dos Açores.
Há igualmente notícia que tinha sido cavaleiro tauromáquico. Nomeadamente que terá actuado sozinho num dos dias compreendidos entre 11 de Agosto a 25 de Outubro de 1787 a quando de uma grande festa real organizada nessa mesma cidade.
Seguindo a tradição familiar de "apoio social cristão aos mais necessitados", vemo-lo como irmão da Santa Casa da Misericórdia de Lisboa e, tal como seu pai, a exercer a função de mordomo dos presos para a mesma, em 26 de Agosto de 1786.
Segundo Oliveira Marques, terá sido denunciado em 1809 como tendo sido iniciado na Maçonaria em data desconhecida e com nome simbólico desconhecido, e, nela pertencido à Loja Amizade, de Lisboa, depois afecta ao Grande Oriente Lusitano.

## Dados genealógicos
D. Lourenço José Boaventura de Almada, 1.º Conde de Almada, 13º conde de Abranches.
Nasceu em Lisboa em 14 de Julho de 1758 (dia de São Boaventura), na sua Quinta dos Lagares d' El-Rei, que nessa altura pertencia à freguesia dos Anjos e na qual foi baptizado a 10 de Agosto (dia de S. Lourenço).
Morreu em Lisboa, no seu Palácio do Rossio (hoje Palácio da Independência), em  11 de Maio de 1815. Foi sepultado no dia seguinte debaixo do altar da Nossa Senhora das Dores, no Convento da Graça (Lisboa), em jazigo de família que já devia vir de seus antepassados desde o tempo de Lopo Soares de Alvarenga.
Filho de:
- D. Antão de Almada (14º senhor de Lagares d´El-Rei) e de sua prima, D. Violante Josefa de Almada Henriques (11ª condessa de Avranches e 10ª senhora de Pombalinho), filha de D. Lourenço de Almada (9º senhor de Pombalinho).

Casou, na freguesia da Ajuda (Lisboa), em 2 de Maio de 1786, com:
- D. Maria Bárbara José António da Mercês Lobo da Silveira Quaresma (24 de Setembro de 1783[18] - Angra do Heroísmo, 23 de Novembro de 1801[19]), filha de D. Fernando José Lobo da Silveira Quaresma, 2.º marquês de Alvito e 4.º conde de Oriola, e de sua segunda mulher D. Maria Bárbara de Menezes, filha de D. José de Menezes da Silveira de Castro e Távora, Comendador de Valada e senhor do morgado da Patameira e de Luise Gonzaga von Rappach, condessa de Rappach, dama da rainha D. Maria Ana de Áustria, filha de Carlos Adolpho, conde de Rappach, camarista da rainha de Hungria, e de sua mulher D. Luiza Gonzaga de Lamberg, filha de Francisco José, Príncipe de Lemberg e de S. R. I. a Princesa Anna Mana de Frautmadorf.[20] Morreu a 22 de Novembro de 1801, na Ilha Terceira, e foi sepultada defronte da Capela de Nossa Senhora das Dores, no interior da Igreja de Nossa Senhora da Guia do Convento de São Francisco de Angra do Heroísmo.

Tiveram:
- D. Antão José Maria de Almada (1801 — 1834), senhor dos Lagares de El-Rei, alcaide e comendador de Proença-a-Velha que casou em 30 Março de 1818 com D. Maria Francisca de Abreu Pereira Cirne Peixoto, senhora do Paço de Lanheses.

## Controvérsia
Segundo alguns, também foi conde de Avranches ou Abranches, tal como tinham sido seus antepassados, apesar de representar a varonia Vaz de Almada e Abranches e o respectivo título nobiliárquico.